# Ninja Blade
Ninja Blade (Ninjabureido ニンジャブレイド) es un videojuego de acción en tercera persona desarrollado por From Software y distribuido por Microsoft Game Studios. Fue puesto a la venta en Japón el 27 de enero de 2009, en Europa el 3 de abril de 2009 y en EE. UU. el 7 de abril de 2009. El videojuego cuenta la historia de Ken Ogawa, un poderoso neo-ninja en su lucha por salvar la humanidad de un parásito mortal. 
Fue anunciado en el Tokyo Game Show de 2008 de manera imprevista. Cuenta con el trabajo de Keiji Nakoka (diseñador de Lost Planet)  y Norihiko Hibino (compositor japonés que cuenta con trabajos como la banda sonora de Metal Gear Solid 3: Snake Eater o Zone of the Enders). En principio fue una exclusiva para la consola Xbox 360 aunque, al año de su lanzamiento, salió a la venta una versión para PC.

## Historia
Un misterioso parásito ha desatado una oleada de destrucción, mutando a los humanos en criaturas salvajes y despiadadas. La enfermedad ha alcanzado la costa de Japón y el corazón de Tokio. Controla al neo-ninja Ken Ogawa y ábrete paso nadando, volando y combatiendo en un intenso juego de acción en el que tu objetivo es impedir la destrucción de la raza humana.
Durante hechos acontecidos en el 2010, un pequeño pueblo de África sufrió el salvaje ataque de una jauría de animales. Los supervivientes fueron llevados a un centro de investigación cercano para ser tratados. Al tratar de curar a los pacientes de las mordeduras el equipo médico descubrió un nuevo parásito, lo denominaron "Gusanos-Alpha". 
La medicina convencional fue ineficaz en el tratamiento de este parásito. Se multiplicaban a una velocidad imparable, provocando desangramientos y nuevas heridas en los cuerpos. Tras las pocas horas los cuerpos comenzaron a deformarse. Sus músculos se resquebrajaban y aparecían a través de la piel, pronto una sanguinaria violencia imbuiría la mente de los pacientes.
Tras unos pocos días habían devorado a toda la plantilla del centro de investigación. Un equipo internacional de reciente creación tras estos sucesos fue enviado al lugar de los hechos, el grupo de apoyo G.U.I.D.E.. Cabe decir que los métodos utilizados por el grupo de asalto fueron de esterilización y exterminio de toda forma de vida en la zona afectada.
G.U.I.D.E. restringió la información a las más altas cúpulas de gobiernos internacionales por razones obvias, evitar el conocimiento público de los hechos y detener una posible alarma mundial. El caos sería la peor situación posible.
Ahora Tokio se encuentra en una grave situación, el primer ministro japonés busca la ayuda de G.U.I.D.E. , que se ha encargado de reclutar a los mejores soldados de élite de todo el globo. Estos tienen habilidades excepcionales, la experiencia y lo más importante, la suficiente discreción para llevar acciones a cabo.
Tokio debe ser evacuada y el parásito erradicado de la faz de la tierra. Ken Ogawa junto con el grupo de operaciones especiales G.U.I.D.E., enviado por su director, el agente, Michael Wilson tomará parte en esta situación de emergencia en la que la vida humana está en serio peligro. La aventura acaba de empezar.

## Sistema de juego
Ninja Blade toma de un amplio espectro de juegos características que han sido de gran éxito en ventas y crítica entre los jugadores de videojuegos. Entre sus mayores influencias se encuentran series como God of War, Devil May Cry, Ninja Gaiden y Castlevania.
Ken puede golpear a sus enemigos con hasta cuatro espadas diferentes (cada una está ubicada en una de las cuatro direcciones de la cruceta direccional del mando de control) y también con una especie de Shuriken de considerable tamaño que lleva equipado a su espalda, con el que puede lanzar magias de viento, fuego y trueno. Dada su agilidad como ninja, Ken puede correr distancias largas sobre paredes para superar abismos, y cuenta con una gran velocidad al correr.
Ninja Blade hace más hincapié en el combate contra jefes que en enemigos comunes, ya que estos últimos escasean en comparación. Tanto en estos combates contra jefes como en determinados tramos de la historia, se suceden numerosos QTE (Quick Time Events) que, lejos de interrumpir el tirmo del juego, invita al jugador a sentir la acción del momento. El desarrollo de toda la aventura destila un ambiente cinematográfico muy marcado.
Ken puede hacerse más poderoso a medida que el jugador vaya recogiendo objetos destinados a ello, como distintos orbes para aumentar la barra de salud y de magias. También es posible encontrar nuevos trajes y adornos para la máscara. Todos estos objetos están bastante escondidos, por lo que incita al jugador a explorar los escenarios concienzudamente. Existen también objetos ocultos que son obtenidos como recompensa al superar determinadas misions cumpliendo requisitos concretos (superar una misión sin morir, efectuar un combo de más de 50 golpes, alcanzar determinada puntuación final, entre otros). Es posible, también, aumentar el poder de las diferentes armas con las que va contando Ken. Para ello, el jugador debe invertir una cantidad concreta de gemas rojas que sueltan los enemigos al morir, que sirven para gastarlos en estas mejoras.